# Собор Святого Людовика (Карфаген)
Собор святого Людовика (араб. ‎ كاتدرائية القديس لويس, фр.  La cathédrale Saint-Louis de Carthage) — католическая церковь, находящаяся в городе Тунис на холме Бирса среди руин древнего Карфагена (Тунис). Храм является бывшим кафедральным собором архиепархии Туниса. Церковь освящена в честь французского короля святого Людовика IX. Храм располагается на вершине холма Бирса недалеко от руин древнего пунического, а затем римского города Карфаген. Он был построен на развалинах старого языческого храма, посвященного Эшмуну, пуническому богу исцеления, руины всё ещё можно увидеть в подвале церкви. 
С 1993 года собор известен как «Акрополь». Он больше не используется для богослужений, а вместо этого проводит публичные мероприятия или концерты тунисской музыки и классической музыки. В настоящее время единственным римско-католическим собором, действующим в Тунисе, является собор Святого Винсента де Поля.

## История
Строительство храма инициировал Аль-Хуссейн ибн Махмуд, который обратился к французскому консулу с просьбой построить христианский храм в честь Людовика IX. Хусейн II Бей заявил следующее:

Хвала Всевышнему, к которому всё возвращается!
Мы навсегда уступаем Его Величеству королю Франции место в Малке, достаточное для того, чтобы воздвигнуть религиозный памятник в честь короля Людовика IX на том месте, где он умер. Мы обязуемся уважать и сохранить этот памятник, посвящённый королём Франции памяти одного из его самых прославленных предков. Привет от слуги Всевышнего Хусейна-паши-Бея. Пусть Всевышний будет благосклонен! Аминь.
 17-го Сафара 1246 года. Совершено в Ле Бардо 8 августа 1830 года. Для генерального консула Матье де Лессепса.
Консул возложил эту обязанность на своего сына Жюля. Последний, внимательно изучив возможные места, определил место для строительства собора на месте античного акрополя на холме Бирса, где располагался пунический храм Эшмуну. Считается, что на этом месте располагался палаточный город крестоносцев, в котором 25 августа 1270 года умер Людовик IX во время восьмого крестового похода. Проект храма был утверждён французским королём Луи-Филиппом I. По проекту архитектора предполагалось строить скромную церковь с элементами византийского и готического стилей. Во всяком случае, ему удалось придать ему вид богатого рибата, вспомнив при этом королевскую капеллу в Дрё. Единственный стоявший в то время в Тунисе крест венчал здание. Финансировать строительство помогали потомки семей крестоносцев и приближённые короля.
Построенный между 1894 и 1890 годами, когда Тунис находился под протекторатом Франции, собор святого Людовика приобрёл первенство в африканской церкви, когда титул предстоятеля или примаса Африки был восстановлен в пользу кардинала Лавижери, титулярного архиепископа Алжирского и Карфагенского, объединённых в его лице. Здание было освящено с большой помпой в присутствии многочисленного церковного клира. Освящение храма совершил кардинал Шарль Лавижери. В 1918 году собору был присвоен почётный статус малой базилики. После своей смерти Лавижери был похоронен там, и в его память был установлен погребальный памятник. Однако сейчас его тело находится в Общей курии Белых отцов в Риме.
После обретения Тунисом независимости мощи Св. Людовика были перевезены в Париж (1956). После 1964 г. здание не использовалось по прямому назначению и с 1994 г. стало использоваться как музей и концертный зал.

## Архитектура
Французская архитектура конца XIX века, как правило, отличалась композитными стилями (как в случае базилики Сакре-Кёр в Париже, построенной в романско-византийской архитектурной традиции в ту же эпоху). Здание, построенное по планам аббата Пуне, в смешанном византийско-мавританском стиле в форме латинского креста площадью 65 на 30 метров. Фасад обрамлён двумя квадратными башнями, каждая из которых увенчана небольшими куполами, переход находится под главным куполом, окруженным восемью короткими башнями или шпилями, находящийся над апсидой есть меньший купол. Внутренне помещение разделяется тремя нефамии, которые разделены арками, украшенные лепниной в стиле арабеска. Витражи также украшены арабесками. Большой колокол весит шесть тонн, а также есть четырехзвонный карильон.
- Собор во время XXX Евхаристического конгресса 1930 год.
- Вид сбоку
- Неф

## Источник
- Alexandre Pons, La nouvelle Église d’Afrique ou le catholicisme en Algérie, en Tunisie et au Maroc depuis 1830. ed. Librairie Louis Namura, Tunis, 1930